# 卡坦杜瓦斯 (聖卡塔琳娜州)

卡坦杜瓦斯（葡萄牙語：Catanduvas），是巴西的城鎮，位於該國南部，由聖卡塔琳娜州負責管轄，始建於1963年3月16日，面積198平方公里，海拔高度945米，2010年人口9,558，人口密度每平方公里48.26人。